# Sergej Kraigher
Sergej Kraigher (Postumia, 30 maggio 1914 – Lubiana, 17 gennaio 2001) è stato un politico jugoslavo e sloveno.
È stato il Presidente della presidenza della Repubblica Socialista Federale di Jugoslavia dal maggio 1981 al maggio 1982.
Dal 1963 al 1973 è stato Presidente della Repubblica Socialista di Slovenia in qualità di Presidente dell'Assemblea popolare.
Ha inoltre ricoperto la carica di Presidente della presidenza della Repubblica Socialista di Slovenia dal maggio 1974 al maggio 1979.
È stato anche Governatore della Banca nazionale di Jugoslavia.